# Diamant pintat
El diamant pintat (Emblema pictum) és un ocell de la família dels estríldids (Estrildidae) i única espècie del gènere Emblema Gould, 1842.

## Hàbitat i distribució
Habita matolls espinosos en àrees rocoses de l'interior occidental i central d'Austràlia, des del centre i nord d'Austràlia Occidental, cap a l'est, a través del centre i sud del Territori del Nord i nord d'Austràlia Meridional fins l'oest de Queensland.